# Egosurfing
El neologismo Egosurfing (un compuesto de Ego (gr. 'yo') y surf (ing. 'navegar por Internet') designa, en jerga de internet, la práctica de buscar el propio nombre en bases de datos, medios escritos, Internet y otros documentos para comprobar la cantidad de información acumulada. Según un estudio de 2007 un 47 % de los encuestados admitió haberlo practicado en al menos una ocasión.
La revista Wired acuñó la palabra en 1995 para referirse a esa acción.[cita requerida] En 2011 se incluyó en el Oxford Dictionary of English. 
En 2010, la escritora balear Llucia Ramis fue galardonada con el Premio Josep Pla de la Editorial Destino por su libro Egosurfing.